# جیمز وی. نیل
جیمز وی. نیل (انگلیسی: James V. Neel; ۲۲ مارس ۱۹۱۵ – ۱ فوریهٔ ۲۰۰۰) نسل‌شناس، و استاد دانشگاه در زمینه ژنتیک انسان اهل ایالات متحده آمریکا بود.
وی همچنین برندهٔ جوایزی همچون جایزه ویلیام الن و نشان ملی علوم شده‌است.